# Leonor Varela
Pour les articles homonymes, voir Varela.
 (décembre 2023).
Si vous disposez d'ouvrages ou d'articles de référence ou si vous connaissez des sites web de qualité traitant du thème abordé ici, merci de compléter l'article en donnant les références utiles à sa vérifiabilité et en les liant à la section « Notes et références ».
Varela  Palma est un nom espagnol. Le premier nom de famille, en général paternel, est Varela ; le second, en général maternel, souvent omis, est Palma.
Leonor Varela Palma est une actrice et mannequin chilienne née le 29 décembre 1972 à Santiago du Chili.

## Biographie
Leonor Varela est née le 29 décembre 1972 à Santiago. Son père était le biologiste chilien Francisco Varela et sa mère, Leonor Palma Keller, une danseuse. Elle est d'origine chilienne par son père, et syrienne, hongroise et française par sa mère.
Elle passe son enfance au Costa Rica à la suite du départ de sa famille du Chili pour fuir le régime de Pinochet. Elle vit également quelque temps en Allemagne, aux États-Unis et en France. En 1990, ses parents retournent au Chili tandis qu'elle décide de rester à Paris pour suivre des cours de théâtre à l’École du Passage dirigée par Niels Arestrup. Elle y côtoie de nombreuses comédiennes qui tournent aujourd'hui à Paris, notamment Catherine Sohier, directrice artistique de la compagnie Sol Lucet Omnibus.
Elle commence sa carrière d'actrice en 1995 dans un film pour enfants, Pony Trek, puis dans un épisode de Sous le soleil (saison 1, épisode 3 : Comportement Modèle) et dans un épisode de la série de science-fiction Stargate Atlantis (épisode 1-14 : Sanctuary). Elle obtient ensuite la célébrité dans son pays d'origine en jouant dans la série Tic Tac. Elle reçoit une reconnaissance internationale en 1999 pour avoir interprété le rôle principal du téléfilm Cléopâtre, en compagnie de Billy Zane, avec lequel elle partage sa vie durant deux années.
Depuis, Leonor partage sa carrière entre films à gros budget (The Tailor of Panama aux côtés de Pierce Brosnan et Jamie Lee Curtis, Blade II aux côtés de Wesley Snipes) et films indépendants (Pas si grave, Innocent Voices).

## Filmographie

### Cinéma
- 1997 : Le ciel est à nous : Vanessa
- 1997 : Bouge ! de Jérôme Cornuau : La danseuse
- 1998 : L'Homme au masque de fer : Ballroom Beauty
- 1999 : Les Parasites : Fidelia
- 1999 : Les Infortunes de la beauté : Annabella
- 2001 : Le Tailleur de Panama de John Boorman : Marta
- 2001 : Texas Rangers : Perdita
- 2002 : Blade 2 de Guillermo del Toro : Nyssa Damaskinos
- 2002 : Paraíso B : Gloria
- 2003 : Pas si grave de Bernard Rapp : Angela
- 2003 : Tais-toi ! de Francis Veber : Katia / Sandra
- 2004 : Voces inocentes : Kella
- 2005 : Americano : Adela
- 2007 : Goal 2 : La Consécration : Jordana Garcia
- 2007 : Where God Left His Shoes : Angela Diaz
- 2008 : Sleep Dealer : Luz Martínez
- 2008 : En route pour l'enfer (Hell Ride) : Nada
- 2008 : Hindsight (en) : Maria
- 2008 : All Inclusive (en) : Miranda
- 2009 : Balls Out : Norma Sanchez
- 2009 : Engrenage mortel : Anna
- 2010 : Que pena tu vida : Alma Subercaseaux
- 2011 : Blind Alley : La Madre
- 2013 : Odd Thomas de Stephen Sommers : mère d'Odd
- 2013 : Deseo d'Antonio Zavala Kugler : Muchacha
- 2014 : A Fine Step : Liliana Bolivar
- 2015 : Ride de Helen Hunt : Danielle
- 2015 : Murder in Mexico : Monica
- 2015 : Captive : sergent Carmen Sandoval
- 2017 : Happy Birthday : Bianca
- 2018 : Alpha d'Albert Hughes : Shaman
- 2018 : Sauvez Flora l'éléphant (Saving Flora) de Mark Drury Taylor
- 2021 : American Cherry : Louise Stein
- 2022 : La Vache qui chantait le futur (La vaca que cantó una canción hacia el futuro) : Cecilia
- 2022 : Miénteme : Eva
- 2022 : Together Now : Tala

### Télévision

#### Téléfilms
- 1995 : Pony Trek de Titta Karakorpi (fi) : Anette
- 1997 : Inca de Oro de Patrick Grandperret : Flor de l'Inca
- 1998 : Jeremiah de Harry Winer : Judith
- 2006 : La Malédiction du pharaon (The Curse of King Tut's Tomb) de Russell Mulcahy : Dr Azelia Barakat
- 2010 : Monsterwolf (en) de Todor Chapkanov : Mariah Bennett
- 2012 : Inland Empire d'Eric Balfour : Poopy
- 2015 : Murder in Mexico: The Bruce Beresford-Redman Story de Mark Gantt (en) : Monica

#### Séries télévisées
- 1995 : Extrême Limite (saison 2, épisode 34 : Sacrifice) : Marie
- 1996 : Sous le soleil (saison 1, épisode 03 : Comportement modèle) : Jeanne
- 1997 : Le Juste (saison , épisode : En transit vers l'espoir) : fille enceinte
- 1997 : Tic Tac (13 épisodes) : Pola Santa María
- 1997 : La Légende du cavalier fantôme (sv) (A Legend to Ride) : Anette
- 1999 : Cléopâtre (Cleopatra) (mini-série) : Cléopâtre
- 2003 : Arrested Development : Marta Estrella
  - (saison 1, épisode 03 : Père et fils)
  - (saison 1, épisode 04 : Les Grandes Décisions )
- 2004 : Stargate Atlantis (saison 1, épisode 14 : Hors d'atteinte) : Chaya Sar
- 2005 : DOS : Division des opérations spéciales (E-Ring) (saison 1, épisode 01 : Le Formulaire 136) : lieutenant-colonel Cat Rodriguez
- 2007 : Jennifer Lopez Presents: Como Ama una Mujer (en) (mini-série) : Sofia Marquez
  - (saison 1, épisode 01 : Sola)
  - (saison 1, épisode 02 : Tú)
  - (saison 1, épisode 03 : Por Qué Te Marchas)
  - (saison 1, épisode 04 : Como Ama una Mujer)
  - (saison 1, épisode 05 : Por Arriesgarnos)
- 2010 : Feroz (4 épisodes) : Laura Palma
- 2010 - 2011 : Human Target : La Cible (Human Target) : Maria Gallego
  - (saison 1, épisode 07 : La Fièvre de l'or)
  - (saison 2, épisode 07 : Une fille à problèmes, partie 1)
- 2012 : Dallas (7 épisodes) : Marta Del Sol
- 2013 : Marvel : Les Agents du SHIELD (Marvel's Agents of SHIELD) (saison 1, épisode 02 : Otages en plein ciel) : Camilla Reyes
- 2018 : L'Arme fatale (saison 3, épisodes 06 et 07) : Sofia